# علی شیرین‌اف
علی شیرین‌اف (ترکی آذربایجانی: Əli Şirinov؛ زادهٔ ۹ اوت ۱۹۹۸) بازیکن فوتبال است.